# 카를 아마데우스 하르트만

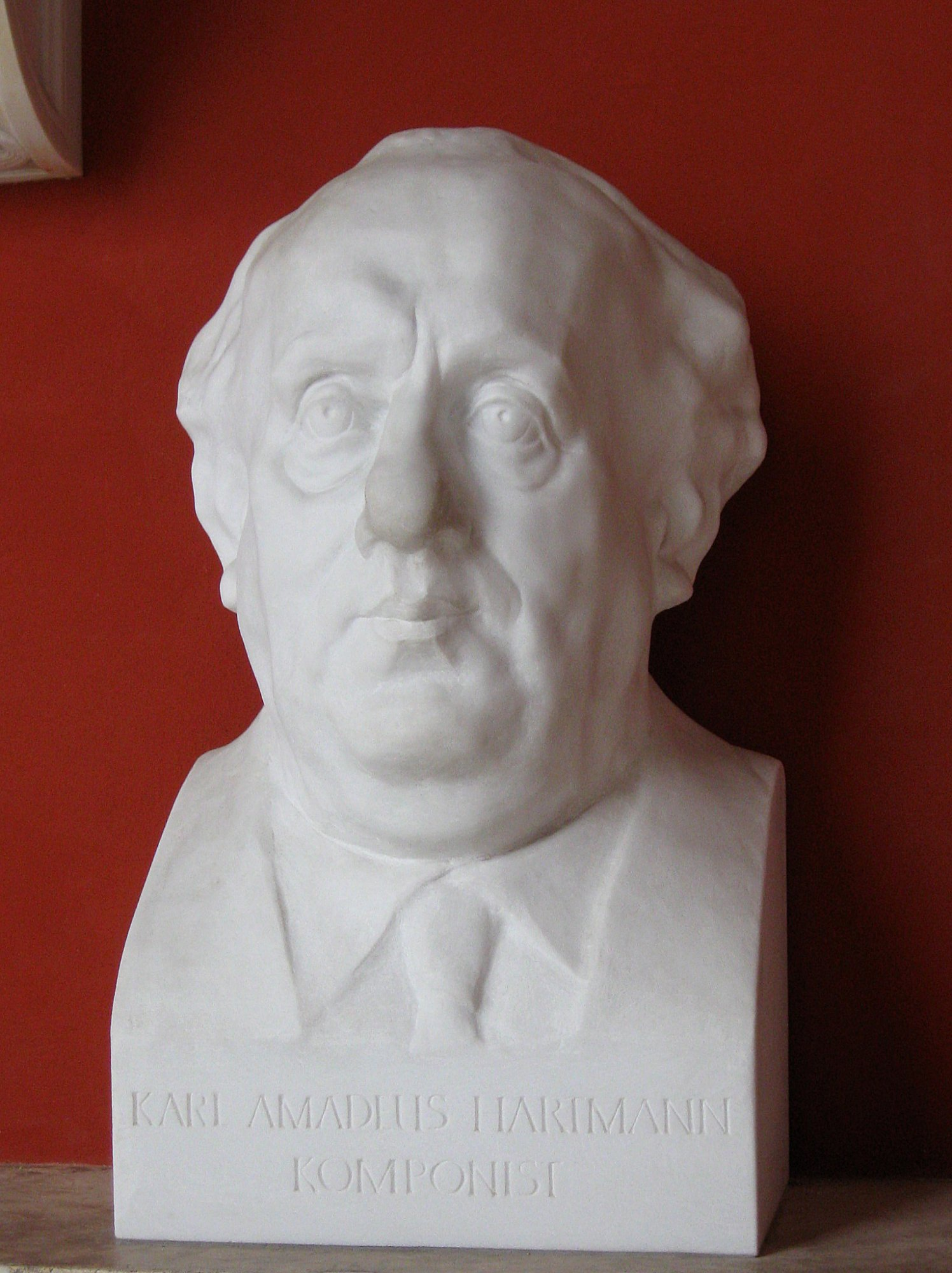

카를 아마데우스 하르트만(Karl Amadeus Hartmann, 1905년 8월 2일~1963년 12월 5일)은 독일의 작곡가로 뮌헨에서 태어났다. 요제프 하스, 헤르만 셰르헨, 안톤 베베른에게 사사하였고, 제2차 세계대전 후 뮌헨에 무지카 비바협회를 설립해 현대음악을 소개하는데 노력했다. 알반 베르크의 수법을 이어받아, 12음 기법(技法)을 사용하지만, 형식이나 구성감에 고전적인 것에의 결부가 느껴진다. 작품의 기조는 정열이 있으며 가락이 우위를 차지하고 있다. 현대에 많지 않은 교향곡 작곡가로서, 작품에는 8개의 교향곡, 교향시 미제레, 2개의 현악 4중주, 가곡 노래 장면 등이 있다.

## 주요 작품들

### 교향곡
- 1번 “레퀴엠의 시도”(1950, 교향 단편 개정)
- 2번(1946, 아다지오 개정)
- 3번(1948~9, 교향곡 '비탄의 노래'와 비극 교향곡 일부 개작)
- 4번(1947~8, 현을 위한 교향 협주곡 개작)
- 5번 “교향 협주곡” (1950, 관악기와 더블베이스를 위한 협주곡 개작)
- 6번(1951~3, 교향곡 "작품" 개작)
- 7번(1957~8)
- 8번(1960~2)

### 관현악곡
- 교향시 미제레(1933~4)
- 교향 서곡(1942; 62년에 개작)
- 교향 찬송가(1941~3)

### 협주곡
- 트럼펫과 관악기를 위한 '노래'(1932)
- 클라리넷, 현악 4중주, 현을 위한 실내 협주곡(1930~5)
- 바이올린과 현을 위한 장송 협주곡(1939; 59년에 개작)
- 피아노, 관악기, 타악기를 위한 협주곡(1953)
- 비올라, 피아노, 관악기, 타악기를 위한 협주곡(1954~6)

### 실내악
- 춤 모음곡(클리리넷, 바순, 호른, 트럼펫, 트롬본)(1931)
- 작은 연주회(현악 4중주, 타악기)(1932)
- 익살스러운 음악(관악기, 타악기, 피아노)(1931)
- 다양한 토카타(관악기, 타악기, 피아노)(1931~2)
- 현악 4중주 1번 "카리용"(1933)
- 현악 4중주 2번(1945~6)

### 피아노
- 작은 모음곡(1924~26년경)
- 재즈 토카타와 푸가(1927~8)
- 소나티나(1931)
- 피아노 소나타 1번(1932)
- 피아노 소나타 2번“1945년 4월 27일”(1945)

### 합창/가곡
- 칸타타(6부의 무반주 합창, 1929)
- 바리톤과 관현악을 위한 '노래 장면'(1962~3, 미완성)

### 오페라
- 심플리시우스 심플리시시무스(1934~35; 56~57년에 개작)